# Arondismentul Bar-sur-Aube
Arondismentul Bar-sur-Aube (în franceză Arrondissement de Bar-sur-Aube) este un arondisment din departamentul Aube, regiunea Champagne-Ardenne, Franța.

## Subdiviziuni

### Cantoane
- Cantonul Bar-sur-Aube
- Cantonul Brienne-le-Château
- Cantonul Chavanges
- Cantonul Soulaines-Dhuys
- Cantonul Vendeuvre-sur-Barse

### Comune
| 1. Ailleville (10002)                | 2. Amance (10005)                     | 3. Arconville (10007)            | 4. Argançon (10008)                      |
| 5. Arrembécourt (10010)              | 6. Arrentières (10011)                | 7. Arsonval (10012)              | 8. Aulnay (10017)                        |
| 9. Bailly-le-Franc (10026)           | 10. Balignicourt (10027)              | 11. Bar-sur-Aube (10033)         | 12. Baroville (10032)                    |
| 13. Bayel (10035)                    | 14. Bergères (10039)                  | 15. Blaincourt-sur-Aube (10046)  | 16. Blignicourt (10047)                  |
| 17. Bligny (10048)                   | 18. Bossancourt (10050)               | 19. Braux (10059)                | 20. Brienne-la-Vieille (10063)           |
| 21. Brienne-le-Château (10064)       | 22. Bétignicourt (10044)              | 23. La Chaise (10072)            | 24. Chalette-sur-Voire (10073)           |
| 25. Champ-sur-Barse (10078)          | 26. Champignol-lez-Mondeville (10076) | 27. Chaumesnil (10093)           | 28. Chavanges (10094)                    |
| 29. Colombé-la-Fosse (10102)         | 30. Colombé-le-Sec (10103)            | 31. Courcelles-sur-Voire (10105) | 32. Couvignon (10113)                    |
| 33. Crespy-le-Neuf (10117)           | 34. Dienville (10123)                 | 35. Dolancourt (10126)           | 36. Donnement (10128)                    |
| 37. Engente (10137)                  | 38. Fontaine (10150)                  | 39. Fravaux (10160)              | 40. Fresnay (10161)                      |
| 41. Fuligny (10163)                  | 42. Hampigny (10171)                  | 43. Jasseines (10175)            | 44. Jacourt (10176)                      |
| 45. Jessains (10178)                 | 46. Joncreuil (10180)                 | 47. Juvancourt (10182)           | 48. Juvanzé (10183)                      |
| 49. Juzanvigny (10184)               | 50. Lassicourt (10189)                | 51. Lentilles (10192)            | 52. Lesmont (10193)                      |
| 53. Lignol-le-Château (10197)        | 54. La Loge-aux-Chèvres (10200)       | 55. Longchamp-sur-Aujon (10203)  | 56. Lévigny (10194)                      |
| 57. Magnicourt (10214)               | 58. Magny-Fouchard (10215)            | 59. Maison-des-Champs (10217)    | 60. Maisons-lès-Soulaines (10219)        |
| 61. Maizières-lès-Brienne (10221)    | 62. Mathaux (10228)                   | 63. Meurville (10242)            | 64. Molins-sur-Aube (10243)              |
| 65. Montier-en-l'Isle (10250)        | 66. Montmorency-Beaufort (10253)      | 67. Morvilliers (10258)          | 68. Pars-lès-Chavanges (10279)           |
| 69. Pel-et-Der (10283)               | 70. Perthes-lès-Brienne (10285)       | 71. Petit-Mesnil (10286)         | 72. Proverville (10306)                  |
| 73. Précy-Notre-Dame (10303)         | 74. Précy-Saint-Martin (10304)        | 75. Radonvilliers (10313)        | 76. Rances (10315)                       |
| 77. Rosnay-l'Hôpital (10326)         | 78. La Rothière (10327)               | 79. Rouvres-les-Vignes (10330)   | 80. Saint-Christophe-Dodinicourt (10337) |
| 81. Saint-Léger-sous-Brienne (10345) | 82. Saint-Léger-sous-Margerie (10346) | 83. Saulcy (10366)               | 84. Soulaines-Dhuys (10372)              |
| 85. Spoy (10374)                     | 86. Thil (10377)                      | 87. Thors (10378)                | 88. Trannes (10384)                      |
| 89. Unienville (10389)               | 90. Urville (10390)                   | 91. Vallentigny (10393)          | 92. Vauchonvilliers (10397)              |
| 93. Vendeuvre-sur-Barse (10401)      | 94. Vernonvilliers (10403)            | 95. La Ville-aux-Bois (10411)    | 96. Ville-sous-la-Ferté (10426)          |
| 97. Ville-sur-Terre (10428)          | 98. La Villeneuve-au-Chêne (10423)    | 99. Villeret (10424)             | 100. Voigny (10440)                      |
| 101. Yèvres-le-Petit (10445)         | 102. Éclance (10135)                  | 103. Épagne (10138)              | 104. Épothémont (10139)                  |